# Алексеев, Анатолий Алексеевич (филолог)
Анато́лий Алексе́евич Алексе́ев (род. 13 декабря 1941, Пятигорск) — советский и российский филолог, библеист, славист, лингвист. Доктор филологических наук, профессор.

## Биография
Окончил филологический факультет ЛГУ по кафедре русского языка (1967), был учеником Н. А. Мещерского. Обучался в аспирантуре Института языкознания АН СССР (1967—1970).
В 1973 году защитил кандидатскую диссертацию «Общественно-политическая лексика русского языка XVIII века», в 1984 году защитил в ЛГУ докторскую диссертацию «Переводческое наследие Кирилла и Мефодия и его судьбы в славянской письменности». Участвовал в издании Институтом языкознания «Словаря русского языка XVIII века» (1970—1989); с 2013 г. - главный редактор словаря.
С 1989 года работает в Отделе древнерусской литературы Института русской литературы РАН.
С 1998 по 2010 год — профессор Санкт-Петербургской духовной академии, с 2003 года — профессор СПбГУ, где возглавляет созданную им кафедру библеистики на факультете филологии и искусств.
Является основателем и главой Славянской Библейской комиссии при Международном комитете славистов (1988), член Патриаршей синодальной Библейской комиссии (1990), Общества исследователей Нового Завета (1996), Содружества православных библейских богословов (Греция, 1997). Лауреат премии им. А. А. Шахматова РАН (2006, за монографию «Текстология славянской Библии»).

## Научная деятельность
А. А. Алексеев является автором около 200 работ по вопросам истории русского языка и литературы, теории и практики библейского перевода, лексикологии и истории славянских переводов Библии. Является автором ряда статей в «Православной энциклопедии».
К наиболее значимым работам последних лет относятся:
- «Евангелие от Иоанна в славянской традиции» (1998). Написано под руководством проф. А. А. Алексеева. Приведён библиографический обзор более тысячи рукописей славянских Евангелий XI—XVI веков, даны главные разновидности текста.
- «Текстология славянской Библии» (1999). Первый очерк по истории славянских переводов Библии от эпохи святых Кирилла и Мефодия до Острожской Библии.
- «Новый Завет на греческом языке с подстрочным переводом на русский язык» (2001). Главный редактор А. А. Алексеев. Первый на русском языке полный подстрочный (интерлинеарный) перевод Нового Завета.
- «Песнь песней в древней славяно-русской письменности» (2002).
- «Евангелие от Матфея в славянской традиции» (2005). Написано под руководством проф. А. А. Алексеева.
- Библия Матфея Десятого 1507 года. Из собрания Библиотеки Российской академии наук: в 2 тт. Т. 1: Факсимильное воспроизведение рукописи БАН, собр. И. И. Срезневского, II. 75(24.4.28) / Подгот. изд. и исслед. А. А. Алексеев (отв. ред.), А. Е. Жуков, Ф. В. Панченко. — СПб.: Изд. Пушкинского Дома, 2020. — 1116 с. — ISBN 978-5-87781-075-4; Т. 2: Исследования и материалы / Подгот. изд. и исслед. А. А. Алексеев (отв. ред.), А. Е. Жуков, Ф. В. Панченко. — СПб.: Изд. Пушкинского Дома, 2020. — 264 с. — ISBN 978-5-87781-077-8